# Saint-Maurice-de-Gourdans

Saint-Maurice-de-Gourdans este o comună în departamentul Ain din estul Franței.